# Sergio Juárez
Sergio Daniel Juárez (Capital Federal, Buenos Aires, Argentina) es un futbolista argentino que se desempeña como arquero en el Central Córdoba (SdE) de la Primera División de Argentina, a préstamo desde el Racing Club.

## Trayectoria

### Racing Club
Llegó a la "Academia" a principios del 2019, luego de que José Fabián Ramírez -entrenador de arqueros de Racing, que también lo tuvo en Defensa y Justicia- lo recomendó  para subirlo de categoría.
Una vez asentado en las inferiores, donde demostró tener un enorme potencial y, durante la dirección del ''Chacho'' Coudet, Sergio entrenó durante varios meses con la primera. El 10 de agosto del 2020 entrenó junto al plantel de primera división junto a Gabriel Arias y Gastón Gómez, a pedido de Sebastián Beccacece.
El 25 de septiembre del 2022, dos años después, recibiría su primera convocatoria en un partido oficial de Racing Club como suplente de Matías Tagliamonte, de la mano de Fernando Gago; puesto a que no tenía en cuenta a Chila Gómez, y el arquero chileno Gabriel Arias estaba cumpliendo un partido de suspensión.
Se consagra campeón del Trofeo de Campeones de la Liga Profesional 2022 el 6 de noviembre, por ser parte del plantel profesional.
En septiembre de 2023, fue cedido al Central Córdoba (SdE) de la Primera División de Argentina.

## Clubes
| Club                           | País      | Año           |
| ------------------------------ | --------- | ------------- |
| Racing Club                    | Argentina | 2019-         |
| Central Córdoba (SdE) (Cedido) | Argentina | 2023-presente |

## Palmarés

### Campeonatos nacionales
| Título                  | Club        | País      | Año  |
| ----------------------- | ----------- | --------- | ---- |
| Trofeo de Campeones     | Racing Club | Argentina | 2022 |
| Supercopa Internacional | Racing Club | Argentina | 2022 |